# Krutîliv, Huseatîn
Krutîliv (în ucraineană Крутилів) este un sat în comuna Kalaharivka din raionul Huseatîn, regiunea Ternopil, Ucraina.

## Demografie
Componența lingvistică a localității Krutîliv
     Ucraineană (100%)
Conform recensământului din 2001, toată populația localității Krutîliv era vorbitoare de ucraineană (100%).